# Stalk of the Celery Monster
Pour plus de détails, voir Fiche technique et Distribution.
Stalk of the Celery Monster (ou Stalk of the Celery[réf. nécessaire]) est un court métrage d'animation américain réalisé en 1979 par Tim Burton, à l'époque où il était étudiant au California Institute of the Arts.